# فصيات
اللوبوزيا أو الفصيات هي مجموعة من الأميبيات. ومن الأمثلة عليها الأرسيلينيدا.